# Þrymlur
Þrymlur es un poema mitológico islandés de ciclo rímur fechado en el siglo XV. Narra la reclamación del dios Thor para recuperar su martillo mágico Mjöllnir en manos del gigante Þrymr, un mito que también se conserva en la Edda poética Þrymskviða. Existe la creencia que esta versión de Þrymlur se basa en la misma Þrymskviða, pero mucho más detallada en algunos aspectos y elementos particulares. 
El ciclo posee tres rímur, cada uno en diferentes formas de verso. El primero en ferskeytt, el segundo en braghent y el tercero en stafhent. Los rímur están únicamente conservados en un manuscrito medieval, Skálholtsbók. El principio del primer ríma está perdido.